# Camada limite de Blasius
Em física e mecânica dos fluidos, uma camada limite de Blasius (nomeada em homenagem a Paul Blasius) descreve a camada limite constante bidimensional que forma-se sobre uma placa semi-infinita, que é disposta em paralelo a um fluxo constante unidirecional {\displaystyle U}.

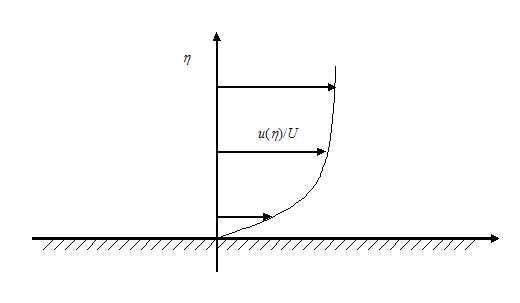
Um diagrama esquemático do perfil de fluxo de Blasius. A componente de velocidade do fluxo montante é mostrada como uma função do alongamento de coordenadas.